# Carlo Sanna (politico 1926)
Carlo Sanna (Menaggio, 26 marzo 1926 – Cagliari, 14 luglio 2016) è stato un politico italiano.
È stato segretario nazionale del Partito Sardo D'Azione dal 1979 al 1990 e senatore della Repubblica.

## Biografia
Consigliere comunale a Cagliari, consigliere regionale ed Assessore prima alla Pubblica Istruzione nelle Giunte Rais dal 1980 al 1982 e successivamente al Lavoro nella II Giunta di Mario Melis dal 1985 al 1987.
Segretario del PSd'Az dal febbraio 1979 al luglio 1990, è stato eletto Senatore della Repubblica nella X legislatura dal 1987 al 1992 nel collegio di Cagliari.